# Wasilij Pierow
Wasilij Grigoriewicz Pierow (ros. Василий Григорьевич Перов; ur. 21 grudnia 1833?/2 stycznia 1834 w Tobolsku, zm. 29 maja?/10 czerwca 1882 w Kuźminkach) – rosyjski malarz, jeden z głównych założycieli grupy pieriedwiżników.
Zajmował się malarstwem rodzajowym, pokazywał przede wszystkim problemy życia ludu rosyjskiego. Dzieła: Trojka, Odprowadzenie zmarłego, Łowcy ptaków, Ostatnia karczma na rogatce. Wyrażał też sprzeciw przeciwko systemowi (Wielkanocna procesja, Przyjazd guwernantki).

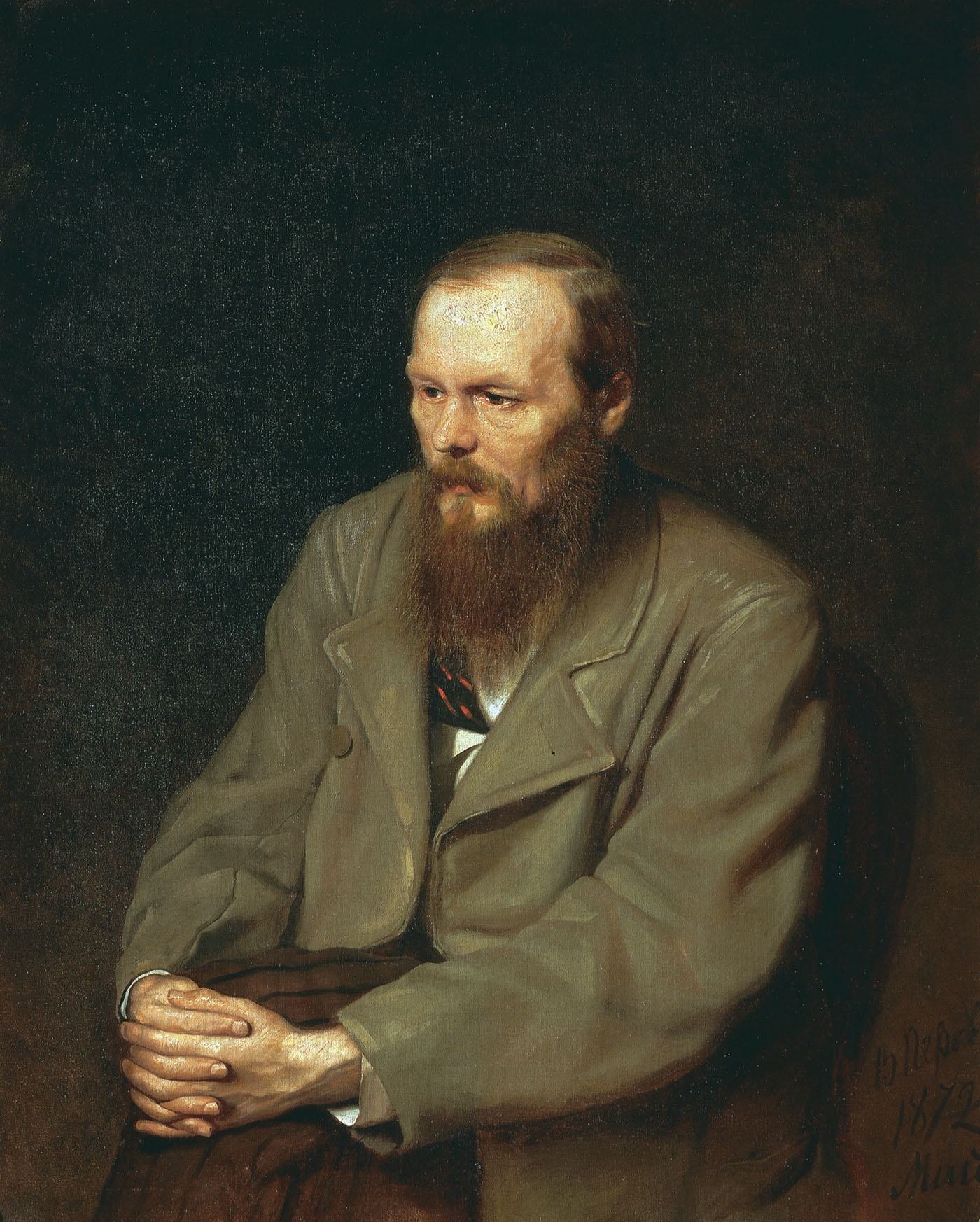
Portret Fiodora Dostojewskiego autorstwa Pierowa, 1872